# Ernest-Adolphe Bichat
Ernest-Adolphe Bichat (Lunéville, 1845 – Nancy, 1905) è stato un fisico francese.

## Biografia
Grazie anche alla progressiva apertura dell'istruzione portata dalla Repubblica, riuscì ad accedere all'istruzione superiore nonostante fosse nato da una famiglia di modeste origini.
Dapprima incaricato a un corso di fisica presso l'Università di Nancy nel 1876 e successivamente nominato professore l'anno successivo, invece di puntare nello sviluppo della sua carriera ad un assai probabile approdo alla Sorbona, Bichat decise, al contrario della maggior parte dei giovani scienziati dell'epoca, di radicarsi in questo ateneo di provincia, nel quale prestò servizio dal 1888 anche come decano della facoltà di scienze fino alla morte, nel 1905. 
Insieme al chimico Albin Haller fu promotore nella creazione all'interno della facoltà di scienze di Nancy di un istituto elettrotecnico, inaugurando una concezione nuova dell'insegnamento delle scienze applicate, basata sulla giustapposizione di istituti specializzati, invece che sulla creazione di lauree specialistiche differenziate o di un grande istituto politecnico.
È ricordato per aver costruito nel 1886  un elettrometro assoluto, assieme a Prosper-René Blondlot.
Svolse inoltre studi nell'ambito dell'elettrostatica e sul potere rotatorio.
Fu presidente del Consiglio generale di Meurthe e Mosella dal 1892 al 1895.
A lui è dedicato il liceo "Ernest Bichat" di Lunéville.

### Opere
- (FR) Ernest Adolphe Bichat, Introduction a l'étude de l'électricité statique, Parigi, Gauthier-Villars, 1885.
- (FR) Ernest Adolphe Bichat, Recherches sur la polarisation rotatoire magnétique, Gauthier-Villars, 1873.
- (FR) Ernest Adolphe Bichat, Sur le mécanisme de la transmission des rayons N par des fils de différentes substances, in Comptes Rendus de l’Académie des Sciences de Paris, vol. 138, 1904,  pp. 329-331.
- (FR) Ernest Adolphe Bichat, Sur la transparence de certains corps pour les rayons N, in Comptes Rendus de l’Académie des Sciences de Paris, vol. 138, 1904,  pp. 548-550.
- Ernest Adolphe Bichat, René Blondlot, Sur un électromètre absolu à indications continues.

### Altri testi
- (FR) Françoise Birck; André Grelon, Un siècle de formation des ingénieurs électriciens: Ancrage local et dynamique européenne, l'exemple de Nancy, MSH, 2006.